# Бабурин, Михаил Фёдорович
Михаил Федорович Бабу́рин (19 сентября [2 октября] 1907, Санкт-Петербург — 9 сентября 1984, Москва) — советский, российский скульптор, педагог. Народный художник СССР (1978). Лауреат Сталинской премии первой степени (1950).

## Биография
В 1922—1925 годах учился Ленинградском художественно-педагогическом техникуме. В 1930 году окончил Высший художественно-технический институт в Ленинграде, руководитель В. В. Лишев. В 1932—1936 годах учился в аспирантуре Ленинградского института живописи, скульптуры и архитектуры у А. Т. Матвеева.
В 1961—1984 годах преподавал в Московском художественном институте им. В. И. Сурикова (профессор, заведующий кафедрой скульптуры) и Пензенском художественном училище им. К. А. Савицкого. Среди учеников: А. Балашов, М. Дронов, Д. Тугаринов, Л. Баранов, П. Тураев и др.
Работал в области монументальной, монументально-декоративной и станковой скульптуры. Автор памятника в честь 400-летия присоединения Башкирии к России.

Могила Бабурина

Действительный член АХ СССР (1973). Член Союза художников СССР.
Скончался 9 сентября 1984 в Москве. Похоронен на Кунцевском кладбище.

### Семья
- Жена — Александра Григорьевна Бабурина (1909—2002), живописец
- Дочь — Надежда Михайловна Бабурина (1933—2007), искусствовед, автор сценариев к фильмам «М. Врубель. Страницы жизни», «Художник Саврасов», «Революцией мобилизованные», «Владимир Цигаль», «Московский Кремль» и др.

## Награды и звания

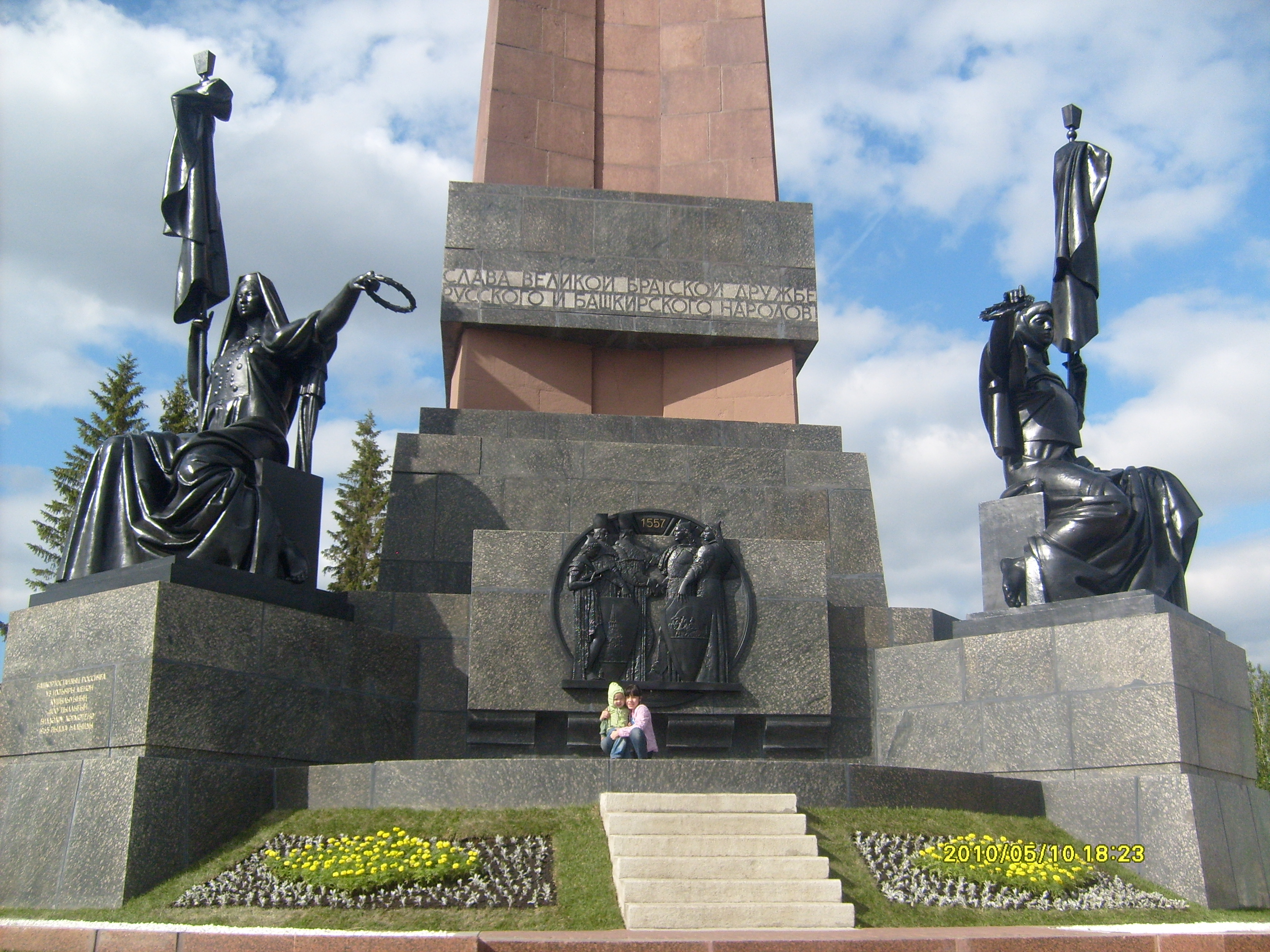
Монумент Дружбы в Уфе. 1965

- Народный художник Башкирской АССР (1965)
- Народный художник СССР (1978)
- Сталинская премия первой степени (1950) — за скульптурные барельефы «В. И. Ленин и И. В. Сталин — основатели и руководители Советского государства» (с соавторами)
- Премия искусств ГДР им. Генделя[2]
- Золотая медаль Академии художеств СССР — за скульптурную композицию «Песня» (1956—1957)
- Золотая медаль Всемирной выставке в Брюсселе (1958) — за скульптурную композицию «Песня» (1956—1957) .

## Работы
- Монументальный памятник «Дружба» в ознаменование 400-летия присоединения Башкирии к России в Уфе. Бронза, гранит. 1965
- «Торжество труда. Башкирия». Рельеф на здании Министерства культуры СССР
- Скульптура «Песня» (бронза, 1957, Русский музей, С.-Петербург)
- Бюст В. Г. Белинского на станции Белинская Пензенской области
- Памятник В. И. Ленину (1967, совм. с арх. Гавриловым) на пл. Ленина, Уфа.
- Скульптура «Слава» (бронза, 1972, Кострома)
- На земле российской (Торжество). Бронза. 1975. Третьяковская галерея